# Óscar Duarte
Óscar Esaú Duarte Gaitán (* 3. Juni 1989 in Masaya, Nicaragua) ist ein costa-ricanischer Fußballnationalspieler.

## Karriere

### Verein
Nach Stationen in der heimischen ersten Liga bei CD Saprissa und Puntarenas FC schloss Duarte sich 2013 dem belgischen Erstligisten FC Brügge an. Dort entwickelte er sich bald zum Stammspieler und wurde jeweils Meister und Pokalsieger.
Im Januar 2016 verließ Duarte Brügge und schloss sich Espanyol Barcelona an. Sein Debüt in Barcelona gab er am 31. Januar 2016 gegen Real Madrid.
Zum 1. August 2019 wechselte er zum Ligarivalen UD Levante. Dort verblieb der Spieler drei Jahre, bevor er sich im Juli 2022 dem saudischen al-Wahda anschloss.

### Nationalmannschaft
Duarte debütierte am 18. November 2010 beim 0:0 gegen Jamaika für die Costa-ricanische Fußballnationalmannschaft. Bekanntheit über die Grenzen Costa Ricas und Belgiens hinaus erreichte er durch sein Tor zum 2:1 beim 3:1-Auftaktsieg gegen Uruguay bei der Weltmeisterschaft 2014 in Brasilien. Dieses Tor war gleichzeitig sein erster Länderspieltreffer. Im Achtelfinale gegen Griechenland, das Costa Rica im Elfmeterschießen gewann, sah Duarte die Gelb-Rote Karte, sodass er für das folgende Viertelfinalspiel gegen die Niederlande gesperrt war. Nach einer 3:4-Niederlage n. E. schied Costa Rica aus dem Turnier aus. Auch 2018 nahm Duarte mit Costa Rica an der Weltmeisterschaft teil. Er absolvierte zwei von drei Spielen der Vorrunde, nach der Costa Rica als Letzter der Gruppe E ausschied.
Nach der erfolgreichen Qualifikation für die Fußball-Weltmeisterschaft 2022 in Katar berief ihn Nationaltrainer Luis Fernando Suárez in das 26-köpfige Aufgebot Costa Ricas.

## Erfolge
- Costa-Ricanischer Meister: Invierno 2008
- Belgischer Pokalsieger: 2015
- Belgischer Meister: 2016